# Bunchosia leonis
Bunchosia leonis är en tvåhjärtbladig växtart som beskrevs av Nathaniel Lord Britton och P, Wils.. Bunchosia leonis ingår i släktet Bunchosia och familjen Malpighiaceae. Inga underarter finns listade i Catalogue of Life.